# Technal
Technal est une entreprise française de construction en aluminium située à Toulouse. 
Technal conçoit, produit et distribue des systèmes de menuiseries aluminium pour les marchés du bâtiment, et du résidentiel en France et dans le monde. 
Créée il y a près de 60 ans à Toulouse[réf. nécessaire], la marque Technal est aujourd’hui implantée sur les 5 continents[réf. nécessaire] et commercialisée dans plus de 70 pays[réf. nécessaire]. Le siège social basé à Toulouse compte en 2019 près de 750 salariés. La marque fait partie du groupe Norsk Hydro.

## Historique
En 1999, l'entreprise a des bureaux en Espagne, en Angleterre et au Portugal, et vend partout dans le monde. Elle compte alors 3000 clients, tant des grandes compagnies que des revendeurs locaux. Monitor Clipper Partners acquiert la marque auprès de  Alcan Aluminum Limited.
En janvier 2002, Technal est revendu à Hydro Building Systems pour 73 millions d'euros, tout en prenant en charge une dette de 43 millions d'euros. Le chiffre d'affaires est alors de 250 millions d'euros ; l'entreprise compte 1560 salariés environ. La fusion permet de créer le leader européen de la construction en aluminium.
L'entreprise est leader du marché concernant la fabrication et l'installation de menuiserie aluminium en 2007.
Le concept de magasin Maisons de Lumière est lancés en 2007. Ce concept reçoit un Janus du commerce en 2008.
Le groupe estime à 330 millions son chiffre d'affaires en 2018.